# Wartburg (automóvel)
A Wartburg é uma marca de automóveis originária da Alemanha Oriental. Seu nome é uma homenagem ao Castelo de Wartburg, localizado nas montanhas da cidade de Eisenach, onde eram produzidos os veículos. 

## História
A marca tem origem em 1898, quando a Automobilwerk Eisenach produziu o primeiro veículo, denominado Wartburg. O nome foi posteriormente utilizado em 1956, quando a VEB Automobilwerk Eisenach empregou-o em uma versão renovada do IFA F9.
A produção dos modelos Wartburg cessou em 1991, com reunificação da Alemanha, tendo a fábrica sido adquirida pela Opel.

## Atualidade
Em maio de 2009 especulou-se que a marca poderia ser revitalizada pela Opel, a fim de ser utilizada como uma linha de modelos de baixo custo, a exemplo da Dacia.

## Modelos
- 311 (1956–1965)
- 353 (Knight) (1965–1988)
- 1.3 (1988–1991)

## Galeria

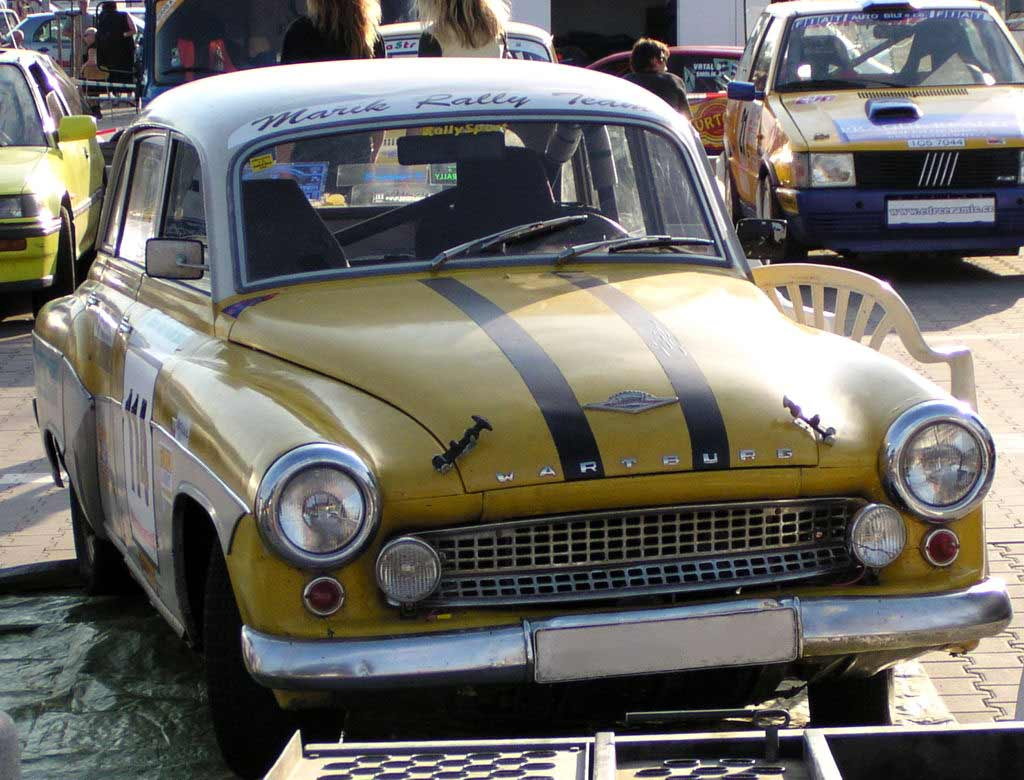
Wartburg 311 (1956 - 1965)
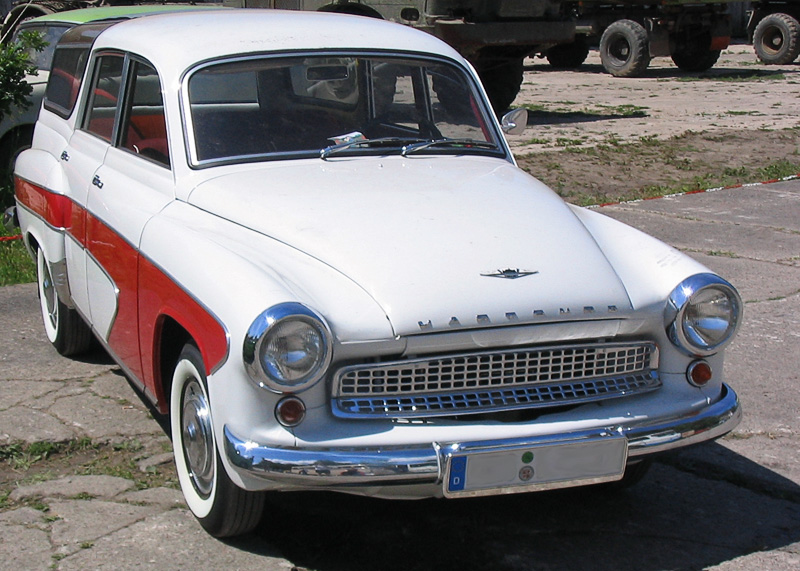
Wartburg 312
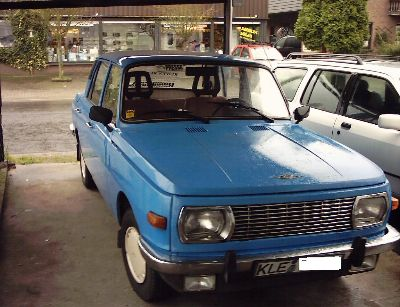
Wartburg 353
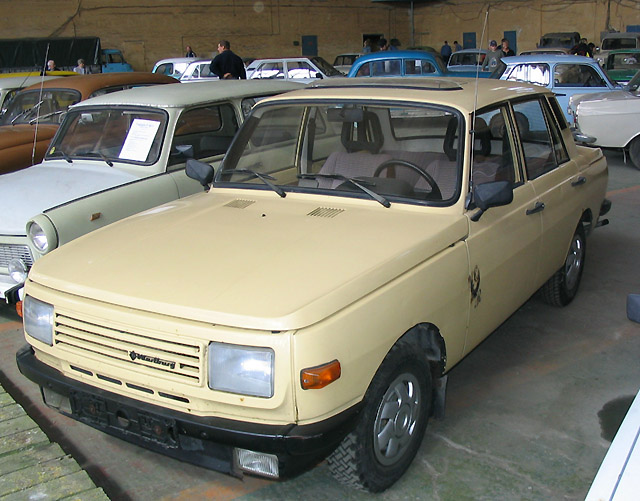
Wartburg 353
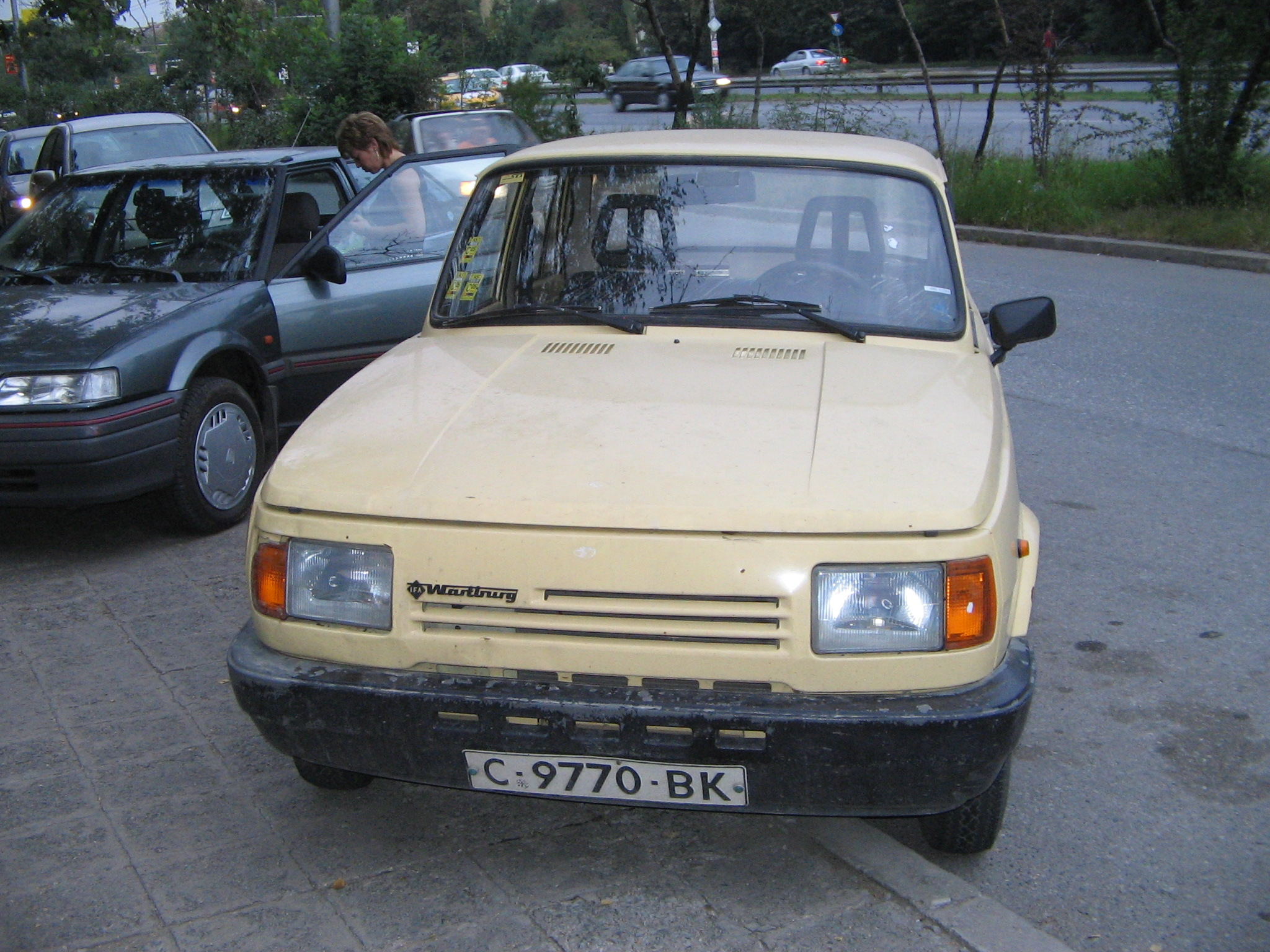
Wartburg 1.3
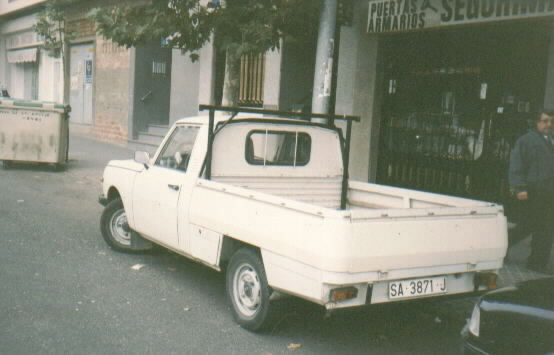
Wartburg pickup